# ليونيداس بيريرا نيتو
ليونيداس بيريرا نيتو هو لاعب كرة قدم برازيلي، ولد في 4 يناير 1979 في General Carneiro, Mato Grosso ‏ في البرازيل. لعب مع نادي بادوفا ونادي فاريسي.

## وصلات خارجية
- ليونيداس بيريرا نيتو على موقع قاعدة بيانات كرة القدم.إي يو (الإنجليزية)
- ليونيداس بيريرا نيتو على موقع Soccerbase.com (لاعب) (الإنجليزية)
- ليونيداس بيريرا نيتو على موقع Soccerway.com (الإنجليزية)
- ليونيداس بيريرا نيتو على موقع عالم كرة القدم.نت (الإنجليزية)